# 33165 Joschhambsch
33165 Joschhambsch este o planetă minoră (asteroid), cu un diametru de 10,759 km, din centura de asteroizi. A fost descoperită pe 2 martie 1998 la centre de recherches en géodynamique et astrométrie⁠(d) de OCA-DLR Asteroid Survey⁠(d). 
Obiectul prezintă o orbită caracterizată de o semiaxă mare de 3,1881229 UAi, o excentricitate de 0,25, o înclinație de 2,19146 ° în raport cu ecliptica.